# Augustyn Karol Lipiński
Augustyn Karol Lipiński herbu Brodzic (ur. przed 1760, zm. 2 kwietnia 1814) – kanonik płocki, kanonik krakowski, biskup pomocniczy krakowski, kawaler Orderu św. Stanisława.

## Życiorys
Data i miejsce urodzenia Augustyna Karola Lipskiego nie są znane. Pochodził z rodziny szlacheckiej h. Brodzic z Lipin. Ukończył studia uzyskując tytuł doktora obojga praw. Od 1772 był kanonikiem katedralnym płockim, a od 1788 kanonikiem krakowskim. W 1790 Kapituła katedralna krakowska wybrała go deputatem do Trybunału Koronnego. W następnym roku został mianowany przez bpa Feliksa Turskiego audytorem i sędzią generalnym diecezji. W 1792 w okresie Sejmu Czteroletniego został kawalerem orderu św. Stanisława. W 1802 otrzymał kustodię katedralną. Był też komisarzem biskupim klasztoru św. Andrzeja sióstr klarysek w Krakowie.
12 czerwca 1811 bp Andrzej Gawroński mianował go pro iure episcopali sufraganem krakowskim oraz przedstawił królowi Saksonii i księciu warszawskiemu Fryderykowi Augustowi w celu przyznania mu uposażenia. Nie jest znana data sakry biskupiej
Przystąpił do Konfederacji Generalnej Królestwa Polskiego w 1812 roku.
W 1814 w imieniu kapituły, jako archidiakon krakowski przekazał administrację diecezją krakowską biskupowi kieleckiemu Wojciechowi Janowi Górskiemu. Zmarł 2 kwietnia 1814.